# Humularia drepanocephala
Humularia drepanocephala är en ärtväxtart som först beskrevs av John Gilbert Baker, och fick sitt nu gällande namn av Paul Auguste Duvigneaud. Humularia drepanocephala ingår i släktet Humularia och familjen ärtväxter. Inga underarter finns listade i Catalogue of Life.